# Étusson
Étusson est une ancienne commune du centre-ouest de la France, située dans le département des Deux-Sèvres en région Nouvelle-Aquitaine, devenue le 1er janvier 2016 une commune déléguée au sein de la commune nouvelle de Saint Maurice Étusson.

## Histoire
22 janvier 1794 : Etusson  est incendié et ses habitants sont massacrés par l'une des  Colonnes infernales
commandée par le général de brigade Louis Grignon
qui notera dans son compte rendu au Comité qu’il a envoyé 112 « rebelles par-dessus la haie ».

## Politique et administration
| Période   | Période       | Identité              | Étiquette | Qualité |
| --------- | ------------- | --------------------- | --------- | ------- |
| 1947      | 1995          | Guy Savoye de Puineuf |           |         |
| mars 2008 | décembre 2015 | Bernard Aumond        |           |         |

## Démographie
À partir du XXIe siècle, les recensements réels des communes de moins de 10 000 habitants ont lieu tous les cinq ans. Pour Étusson, cela correspond à 2005, 2010, 2015, etc. Les autres dates de « recensements » (2006, 2009, etc.) sont des estimations légales.
| 1793 | 1800 | 1806 | 1821 | 1831 | 1836 | 1841 | 1846 | 1851 |
| ---- | ---- | ---- | ---- | ---- | ---- | ---- | ---- | ---- |
| 498  | 356  | 355  | 354  | 416  | 412  | 461  | 479  | 511  |

| 1856 | 1861 | 1866 | 1872 | 1876 | 1881 | 1886 | 1891 | 1896 |
| ---- | ---- | ---- | ---- | ---- | ---- | ---- | ---- | ---- |
| 568  | 598  | 624  | 601  | 575  | 603  | 617  | 665  | 624  |

| 1901 | 1906 | 1911 | 1921 | 1926 | 1931 | 1936 | 1946 | 1954 |
| ---- | ---- | ---- | ---- | ---- | ---- | ---- | ---- | ---- |
| 623  | 633  | 575  | 516  | 501  | 471  | 449  | 435  | 463  |

| 1962 | 1968 | 1975 | 1982 | 1990 | 1999 | 2005 | 2010 | 2013 |
| ---- | ---- | ---- | ---- | ---- | ---- | ---- | ---- | ---- |
| 461  | 478  | 425  | 367  | 362  | 318  | 297  | 341  | 350  |

## Lieux et monuments
- Église Saint-Maurice d'Étusson.

## Personnalités liées à la commune
Frédéric Ménard fut d'abord capitaine de paroisse d'Etusson, puis il eut la charge de la division d'Argenton-Château. Il prit part à toutes les guerres de Vendée, s'illustrant dans maints combats, particulièrement aux Ouleries le 18 mars 1794 où, il mit en déroute la troupe infernale du général Grignon qui connaissait bien le pays ayant été fermier général de la Seigneurie de la Vieille Lande à Cersay où il habitait ; dans la nuit du 12 au 13 août 1793, Henri de La Rochejaquelein fit sonner le tocsin dans les paroisses de la région, et au matin Frédéric Ménard, alors garde du baron de la Haye-Fougereuse lui amenait, à la Durbelière, 200 conscrits recrutés à Etusson, à Saint-Maurice-la-Fougereuse et dans les environs.
Sous la restauration, il fut nommé chevalier de St Louis en 1818. Il fut décoré de l'ordre du Lys de la main de la  duchesse de Berry. Il mourut en 1835 à Etusson, où il repose dans le cimetière de la paroisse.